# Brahmina dilaticollis
Brahmina dilaticollis är en skalbaggsart som beskrevs av Ernst Ballion 1870. Brahmina dilaticollis ingår i släktet Brahmina och familjen Melolonthidae. Inga underarter finns listade.